# 二子石官太郎
二子石 官太郎（ふたごいし かんたろう、1873年（明治6年）11月3日 - 1942年（昭和17年）9月26日）は、大日本帝国の軍人。陸軍士官学校7期、陸軍大学校19期。最終階級は陸軍中将。

## 経歴
熊本県出身。明治29年5月27日に陸軍士官学校を卒業した（7期）。明治30年、少尉に昇進。その後陸軍大学校に入学し、日露戦争中の休学期間を挟んで明治40年11月30日に卒業（19期）。同期生には後に第36代内閣総理大臣となる阿部信行や、陸軍大臣、文部大臣を歴任する荒木貞夫などがいる。
大正6年8月6日に大佐へ昇進。同時に歩兵第52連隊の連隊長に就いている。大正8年には第5師団参謀長となった。大正11年8月15日に少将へ昇進し、大正13年より歩兵第12旅団の旅団長を務めている。
昭和2年3月5日中将へ昇進し、東京湾要塞司令官に就任した。翌年より予備役編入。1937年4月12日に結成された国際反共連盟には評議員として参加している。1933年の明倫会結成時の理事に就任。

## 栄典
- 1922年（大正11年）9月11日 - 正五位[3]